# 德國化

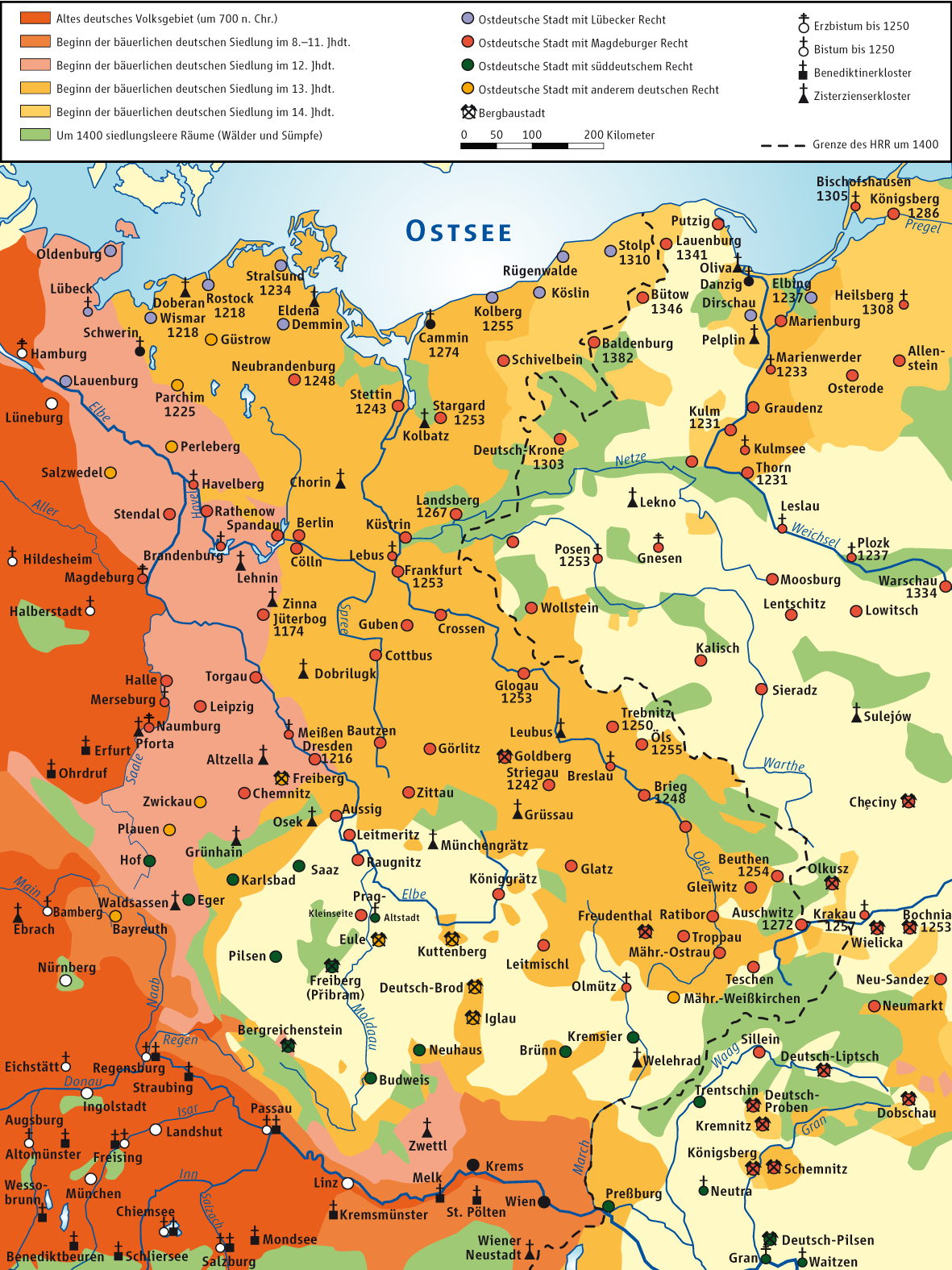
8至14世紀日耳曼人向東方擴張的過程

德國化 （Germanisation）又称日耳曼化，指的是德語、德國人和德國文化的傳播過程。在19至20世紀，德國化是德意志自由主義思想的核心內容，這一時期也是自由主義和民族主義合作的時期。在語言學上，德國化是指外國語言借用德語詞彙的情況。隨著德國人口的增加，許多德國附近地區都經歷過德國化的歷程，特別是斯拉夫地區。